# Autoroute A132 (France)
Pour les articles homonymes, voir A132.
L'autoroute A132 est une autoroute reliant Deauville-Trouville-sur-Mer à Pont-l'Évêque, commune où elle se connecte à l'A13 via l'échangeur de Pont-l'Évêque - Lisieux.
Elle permet de desservir la Côte Fleurie.

## Caractéristiques
- L'A132 est entièrement gratuite et concédée à SANEF Paris Normandie.
- L'autoroute est à 2 × 2 voies.
- Elle mesure 5,5 km.

## Son parcours
Section concédée à SANEF Paris Normandie et gratuite.
- Échangeur entre A13, RD 579 et A132 (Échangeur de Pont-l'Évêque - Lisieux) à 0 km : Paris, Le Havre, Caen, Rouen, Lisieux, Pont-l'Évêque - Z.A (tiers-échangeur)
- 1 Pont-l'Évêque à 1 km : Pont-l'Évêque, Lisieux (demi-échangeur)
- 2 Tourville-en-Auge à 2 km : Honfleur, Rouen et Le Havre par RD, Lisieux, Pont-l'Evêque - centre, Tourville-en-Auge, Aéroport de Deauville-Normandie
- Fin de l'autoroute A132 et continue sur la Route départementale 677 à 6 km vers Canapville, Touques, Deauville - Trouville

## Lieux sensibles
Il y a souvent des bouchons les jours de départs et de fin de vacances.

## Départements, régions traversées
- 1 région :
  - Basse-Normandie

- 1 département :
  - le Calvados